# Ophioconis forbesi
Ophioconis forbesi is een slangster uit de familie Ophiodermatidae.
De wetenschappelijke naam van de soort werd in 1862 gepubliceerd door Camill Heller.